# Biala Kepa
Biala Kepa [ˈbjawa ˈkɛmpa] (en alemán: Weißkamp) es un asentamiento ubicado en el distrito administrativo de Gmina Świeszyno, dentro del Condado de Koszalin, Voivodato de Pomerania Occidental, en el norte de Polonia occidental. Se encuentra aproximadamente a 2 kilómetros al suroeste de Świeszyno, a 9 kilómetros al sur de Koszalin, y a 130 kilómetros al noreste del regional capital Szczecin.
Antes de 1945, el área era parte de Alemania. Luego de la Segunda Guerra Mundial, la población alemana fue expulsada y reemplazada por Polos. Para la historia de la región, véase Historia de Pomerania.
El poblamiento tiene una población de sólo 10 habitantes.